# Сюхин, Борис Васильевич
Борис Васильевич Сюхин (21 октября 1932, Мурманск, Мурманский округ, Ленинградская область, РСФСР, СССР — 24 января 2010, там же) — советский, российский художник, график; член Союза художников СССР.

## Биография
Родился в семье рабочего. В годы войны работал в колхозе, с 14 лет — жестянщиком, затем кузнецом в рыбном порту. Окончил 8 классов вечерней школы. В 1950—1954 гг. служил в армии.
С января 1955 г. работал художником-оформителем в Мурманском Доме офицеров, одновременно в течение трёх лет занимался в изостудии при Дворце культуры им. С. М. Кирова; писал пейзажи, портреты, натюрморты, осваивал линогравюру и графику. В 1960 г. как график принят кандидатом в члены Союза художников СССР. Одна из работ «Голос Москвы» была удостоена премии и включена в Большую Советскую Энциклопедию.
С 1962 г. — в штате Художественной мастерской г. Мурманска при Ленинградском отделении Художественного фонда. Продолжал писать картины на тему северной природы.
В период работы в Фонде неоднократно избирался в Правление Союза, был постоянным членом Художественного совета, участвовал в художественном оформлении г. Мурманска. С 1971 г. — член Союза художников СССР.
С 1987 г. на пенсии. Продолжал участвовать в художественных выставках.

### Семья
Отец — Василий Петрович Сюхин, погиб на войне; мать — Александра Гавриловна;
- братья — Валентин, Владимир, Николай.

Жена (с 1955 г.) — Валентина Андреевна, урождённая Ерёмина.
- дочь Наталия.

## Творчество
Его произведения отличают точность рисунка, выразительная пластика линии, выверенная композиция. Специфичность его графической техники — лаконизм художественного языка, резкие контрасты чёрного и белого, сочный штрих, получаемый благодаря мягкости материала, быстрота исполнения.
С 21 октября по 4 ноября 2007 г. в Областном художественном музее Мурманска прошла персональная выставка, посвящённая 75-летию художника.
Работы хранятся в Мурманском областном художественном музее, Мурманском областном краеведческом музее, частных собраниях.

### Участие в художественных выставках
- областные выставки — Мурманск (с 1959);
- региональные — «Советский Север» (Киров, 1967); Петрозаводск (1969); Вологда (1974); Сыктывкар (1979);
- республиканские — «Художники-маринисты — Дню рыбака» Мурманск (1968);
- зарубежные — Финляндия, Норвегия, Швеция (1968, 1969, 1970, 1971).